# Sem (equipa ciclista)
A equipa Sem foi um equipa de ciclismo francesa que competiu profissionalmente entre 1981 e 1985
Nasceu como herdeiro do antigo Puch-Campagnolo-Sem com Jean de Gribaldy continuando a direção desportiva.
No final de 1985 a estrutura passou a ser definitivamente Kas.

## Principais resultados
- Paris-Nice: Sean Kelly (1982, 1983, 1984, 1985)
- Volta à Suíça: Sean Kelly (1983)
- Liège-Bastogne-Liège: Steven Rooks (1983), Sean Kelly (1984)
- Giro de Lombardia: Sean Kelly (1983)
- Paris-Roubaix: Sean Kelly (1984)
- Volta à Catalunha: Sean Kelly (1984)
- Paris-Tours: Sean Kelly (1984)
- Amstel Gold Race: Gerrie Knetemann (1985)

### Nas grandes voltas
- Volta a Espanha
  - 2 participações (1984, 1985)
  - 4 vitórias de etapa:
  - 1 em 1978: Éric Caritoux
  - 3 em 1985: Sean Kelly (3)
  - 1 vitória final: Éric Caritoux (1984)
  - 1 classificações secundárias:
  - Classificação por pontos:  Sean Kelly (1985)

- Tour de France
  - 5 participações (1981, 1982, 1983, 1984, 1985)
  - 3 vitórias de etapa:
    - 1 em 1982: Sean Kelly
    - 1 em 1984: Frédéric Vichot
    - 1 em 1985: Frédéric Vichot

  - 0 vitórias final:
  - 5 classificações secundárias:
    - Classificação por pontos: Sean Kelly (1982, 1983, 1985)
    - Classificação dos sprints intermediários: Sean Kelly (1982, 1983)

- Giro d'Italia
  - 1 participações ((1985))
  - 0 vitória de etapa:
  - 0 vitória final:
  - 0 classificações secundárias: